# Abdelkader Khelifa
 (juin 2023).
 (juin 2023).
Si vous disposez d'ouvrages ou d'articles de référence ou si vous connaissez des sites web de qualité traitant du thème abordé ici, merci de compléter l'article en donnant les références utiles à sa vérifiabilité et en les liant à la section « Notes et références ».
Abdelkader Khelifa est un wali algérien.

## Biographie
Né le 27 septembre 1932 à Bir-ghbalou, wilaya de Bouira. Décédé le 24 juin 2020.
Père de cinq enfants, il est promu en 1977 Inspecteur Général de la Gendarmerie Nationale (poste nouvellement crée).

## Études
Études militaires: - formation à Melun et Satory de juillet 1963 à décembre 1964. 
- Formation à Maison-Alfort en France de septembre 1976 à janvier 1977 - brevet technique de gendarmerie (BTG). 
- Certificat de criminologie en 1964 en France.
Études civiles: licence en droit en 1975 à l'université d'Oran.

## Fonctions Exercées:d'octobre 1962àjuillet 1963: Commandant de compagnie de Rouiba.
- De juillet 1963 à décembre 1964 : stage à Melun en France (première promotion d'officiers algériens)
- De décembre 1964 à novembre 1967 : régional de Blida
- De novembre 1967 à août 1971 : régional de Bechar
- De août 1971 à septembre 1976 : régional d'Oran
- De septembre 1976 à janvier 1977 : stage pour un Brevet Technique de Gendarmerie à Maison Alfort en France.
- De mars 1977 à septembre 1978 : Inspecteur Général de la gendarmerie algérienne
- De septembre 1978 à janvier 1983 : Wali de Saida
- De janvier 1983 à juillet 1987 : Wali de Sidi bel-abbes
- De juillet 1987 à juillet 1989 : Wali de Batna
- De janvier 1998 à décembre 2000 : Membre du conseil de la Nation et représentant de la  Wilaya de Bouira.

## Itinéraire
| N° | Fonction               | Début           | Fin             |
| -- | ---------------------- | --------------- | --------------- |
| 01 | Wali de Saïda          |                 | 30 janvier 1983 |
| 02 | Wali de Sidi Bel Abbès | 30 janvier 1983 |                 |